# Österreichischer Kachelofenverband
Der Österreichische Kachelofenverband ist ein gemeinnütziger Verein, der einerseits Forschung zum Thema Kachelofen betreibt und andererseits die Öffentlichkeit über die Ergebnisse und Innovationen informiert. Die Mitgliedschaft beim Verband ist freiwillig, wobei sowohl die Hafner als auch die Zulieferindustrie vertreten sind. Der Verband wurde 1953 gegründet, sein Vereinssitz befindet sich seit damals unverändert in Wien. 

## Allgemeines
Mitglieder des Österreichischen Kachelofenverbandes sind die neun Landesinnungen und die Bundesinnung der Hafner, Platten- und Fliesenleger und Keramiker und damit rund 600 Hafnerbetriebe Österreich weit. Weiters zählt er rund 50 bedeutende Industrieunternehmen zu seinen Mitgliedern. 

## Versuchs- und Forschungsanstalt der Hafner
Der Verband betreibt seit seiner Gründung eine eigene Forschungseinrichtung, die VFH – Versuchs- und Forschungsanstalt der Hafner. Dabei handelt es sich um die weltweit einzige Einrichtung mit dem eindeutigen Schwerpunkt Kachelofen. Die VFH ist über die Grenzen Österreichs hinaus bekannt und anerkannt. Die Schwerpunkte der Tätigkeiten liegen in der stetigen Verbesserung der Verbrennungsqualität und der Materialien sowie der Erforschung der gesundheitlichen Aspekte von Heizgeräten. Die VFH ist akkreditierte und in Brüssel notifizierte Prüfstelle für Öfen und Herde. Weiters hat sie den Vorsitz im europäischen Normungsgremium für Kachelöfen und zeichnet federführend für die Erarbeitung der ersten europäischen Norm EN 15544 „Ortsfest gesetzte Kachelgrundöfen/Putzgrundöfen – Auslegung“ verantwortlich.

## Leistungen
Die Dienstleistungen des Verbandes lassen sich in die Betätigungsfelder Technik (VFH), Aus- und Weiterbildung, Öffentlichkeitsarbeit und Fachtagung/Fachmesse unterteilen. Zu den Schwerpunkten im Bereich der Technik zählen Forschung, Entwicklung und Innovation sowie technische Beratung, europäisch anerkannte Prüftätigkeit und Normungsarbeit. Im Rahmen der Aus- und Weiterbildung hält der Verband Kurse zur Vorbereitung auf die Meisterprüfung ab und schult in technischen Belangen, wie z. B. Brandschutz und Energieausweis von Gebäuden. Schwerpunkte der Öffentlichkeitsarbeit sind PR, Lobbying und Imagewerbung für das Produkt Kachelofen und den Beruf Hafner. Jahreshöhepunkt bildet die KOK Austria, die Europäische Fachmesse für Kachelofen und Wohnkeramik mit Technischer Tagung, die Mitte/Ende Januar auf dem Messegelände in Wels abgehalten wird. Mit rund 2.500 Besuchern und deutlich über 100 Ausstellern ist diese Veranstaltung mit Abstand die bedeutendste für die Kachelofenbranche in Europa. 

## Vernetzung
Der Österreichische Kachelofenverband legt großen Wert auf nationale und internationale Zusammenarbeit. So ist er Mitglied bei der VEUKO, der Vereinigung der europäischen Verbände des Hafner-/Kachelofenbauer-Handwerks und betreut auch dessen Sekretariat. Intensive Kontakte gibt es über die Masonry Heater Association (MHA) auch mit Nordamerika. Wichtige nationale Partner sind das Lebensministerium über die Initiative klima:aktiv, der Österreichische Biomasseverband und ACR, die Vereinigung der kooperativen Forschungsinstitute. Außerdem beteiligt sich der Verband federführend an nationaler und internationaler Normung (ÖNORM bzw. CEN, ASTM) zu Raumheizgeräten. 